# Косгроув (шелфов ледник)
Шелфовият ледник Косгроув (на английски: Cosgrove Ice Shelf) заема част от крайбрежието на Западна Антарктида, край Брега Уолгрин на Земя Мери Бърд, в акваторията на море Амундсен в Тихоокеанския сектор на Южния океан. Заема източната част на обширен залив, разположен между полуостровите Кинг на север и Канистио на юг.
Шелфовият ледник Косгроув е открит, заснет чрез аерофотоснимки и картиран от американски антарктически експедиции през 1946 – 47 г. По предложение на Американския консултативен комитет по антарктическите названия безименния шелфов ледник е наименуван в чест на лейтенант Джером Косгроув, офицер за свръзка в поредната американска антарктическа експедиция през 1967 – 68 г.